# Aeropuerto de Lubumbashi
El Aeropuerto de Lubumbashi (IATA: FBM, OACI: FZQA) es un aeropuerto situado en Lubumbashi, en la República Democrática del Congo.

## Aerolíneas y destinos
| Aerolíneas                     | Destinos                                        |
| ------------------------------ | ----------------------------------------------- |
| Air Zimbabwe                   | Harare, Lusaka                                  |
| Compagnie Africaine d'Aviation | Kinshasa                                        |
| Congo Express                  | Kinshasa                                        |
| Ethiopian Airlines             | Lilongüe, Addis Abeba                           |
| Hewa Bora Airways              | Johannesburg, Kinshasa, Kolwezi, Mbuji-Mayi     |
| Kenya Airways                  | Harare, Nairobi                                 |
| Korongo Airlines               | Kinshasa, Johannesburg, Brussels (vía Kinshasa) |
| Malift Air                     | Kinshasa                                        |
| South African Express          | Johannesburgo                                   |
| Wimbi Dira Airways             | Johannesburgo, Kananga, Kinshasa, Mbuji-Mayi    |
| Zambia Skyways                 | Lusaka                                          |